# Базри, Али Асгар
Али Асгар Базри ( علی اصغر بذری‎; род. 11 сентября 1980, Бехшехр, Мазендеран) — иранский борец вольного стиля, призёр чемпионата мира (2006) и чемпион Азиатских игр (2006).